# Акрамівське повстання
Акрамівське повстання (1842) — антифеодальний виступ марійських, татарських, чуваських селян на захист своїх майнових прав.

## Історія
Було наслідком насильницького запровадження громадських оранок на ділянках земель, які були отримані, а також запровадженням додаткових нових податків, покладених на селян внаслідок реформ П. Д. Кисельова в 1840—1842 роках. Це було явним обмеженням прав неросійських селян. Повстання охопило Козьмодем'янський, Свіязький, Спаський, Цивільський, Чебоксарський, Ядринський повіти Казанської губернії та Буїнський повіт Симбірської губернії. Брали участь до 12 тисяч людей. У ході повстання (19 травня) відбулися зіткнення з урядовими військами біля села Муньял та села Акрамово Казанської губернії, брали участь близько 5 тисяч осіб, які були озброєні косами, сокирами, вилами, рогатинами. Натхненниками повстання були учасники війни 1812 року. Воно було жорстоко придушене. У народі це повстання стали називати як Шурча вєрці — «Акрамівська війна».

## Пам'ять про повстання у мистецтві
У художній літературі Акрамівське повстання описане в романі чуваського письменника Хведера Уяра «Поблизу Акрамова».
Акрамівське повстання зобразив у своїх роботах А. Тага-Сурбан.